# Super Monkey Ball: Step & Roll
Super Monkey Ball: Step & Roll ist ein Geschicklichkeitsspiel, welches 2010 für Nintendo Wii erschien. Es ist Teil der Super-Monkey-Ball-Spiele.

## Spielprinzip
Wie bei den vorherigen Spielen der „Super Monkey Ball“-Reihe müssen die Spieler den Ball mit der „Wii-Fernbedienung“ in einer Minute zum Tor führen, ohne ein Leben zu verlieren. Die Spieler erhalten zunächst vier Leben. Es gibt sechs Welten, wobei man eine geheime Welt freischalten kann, wenn man alle sechs Welten abschließt. Das Spiel kann ebenso mit der Wii Balance Board gespielt werden. Außerdem bietet das Spiel 21 Minispiele.

## Rezeption
Super Monkey Ball: Step & Roll erhielt durchschnittliche Kritiken. Craig Harris von IGN lobte das Spiel für seine genaue Steuerung mit der Wii-Fernbedienung. Außerdem lobte er auch die einfache Spielweise. Laura Parker von GameSpot kritisierte die Verwendung des Wii Balance Boards im Spiel und sagte, dass die Steuerung mit dem Board zu empfindlich sei. Sie stellt fest, dass die Verwendung des Bretts bei den Minispielen besser geeignet ist als beim Hauptspiel. Martin Kitts von Computer and Video Games sagte, dass das Spiel gegenüber den vorherigen Spielen der „Super Monkey Ball“-Serie nichts Neues hinzugefügt habe. Er merkt auch an, dass Spieler anders als in Super Monkey Ball: Banana Blitz den Analogstick auf der Nunchuk nicht mehr verwenden können, um den Ball zu benutzen. Steve Thomason von Nintendo Power war sehr kritisch gegenüber dem Spiel und kommentierte, dass das Balance Board-zentrierte Steuerungsschema „einfach nicht funktioniert“.